# Canthochilum xericum
Canthochilum xericum är en skalbaggsart som beskrevs av T. Keith Philips och Ivie 2008. Canthochilum xericum ingår i släktet Canthochilum och familjen bladhorningar. Inga underarter finns listade.